# Liste des sénateurs des Pyrénées-Orientales
La liste des sénateurs des Pyrénées-Orientales est composée de : 
- Lauriane Josende (LR), depuis 2023
- Jean Sol (LR), depuis 2017

## Anciens sénateurs desPyrénées-Orientales

### IIIeRépublique
- Emmanuel Arago de 1876 à 1896
- Pierre Lefranc de 1876 à 1877
- Paul Massot de 1877 à 1881
- Achille Farines en 1882
- Lazare Escarguel de 1882 à 1891
- Édouard Vilar de 1891 à 1927
- Élie Delcros, de 1897 à 1904
- Jules Pams de 1904 à 1930
- Victor Dalbiez de 1927 à 1936
- Pierre Rameil de 1930 à 1936
- Jean Payra de 1936 à 1937
- Georges Pézières de 1936 à 1940
- Joseph Parayre de 1937 à 1940

### IVeRépublique
- Gaston Cardonne de 1946 à 1948
- Joseph Gaspard de 1948 à 1959
- Léon-Jean Grégory de 1948 à 1959

### VeRépublique
- Léon-Jean Grégory de 1959 à 1982
- Gaston Pams de 1959 à 1981
- Jacqueline Alduy de 1982 à 1983
- Sylvain Maillols de 1981 à 1983
- Paul Alduy de 1983 à 1992
- Guy Malé de 1983 à 1987
- André Daugnac de 1987 à 1992
- Paul Blanc de 1992 à 2011
- René Marquès de 1992 à 2001
- Jean-Paul Alduy de 2001 à 2011
- Christian Bourquin de 2011 à 2014 (décès)
- Hermeline Malherbe-Laurent (PS) du 26 août 2014[1] à 2017
- Jean Sol, depuis 2017
- François Calvet de 2011 à 2023
- Lauriane Josende, depuis 2024